# LVMH
LVMH Moët Hennessy Louis Vuitton, скраћено LVMH, је француски холдинг и конгломерат специјализован за производњу луксузне робе са седиштем у Паризу. Године 2021, са проценом од 329 милијарди долара, постало је највредније предузеће у Европи.